# PIE Commander
PIE Commander — файловый менеджер для операционной системы DOS, разработанный в 1990 году, клон Norton Commander. Автор — Валентин Ефимович Черняк (Valentin Chernyak) из Москвы, затем Нью-Йорка. Имел русский и английский пользовательский интерфейс.
Оказался разработан в результате спора автора с владельцем компании PIE Systems (отсюда название), заявившим про Norton Commander, что «советские программисты так не могут». Был написан в рекордно короткие сроки (около месяца).
Использовался как замена таких программ, как Volkov Commander и Norton Commander 3.0. Более поздние версии (1991—1993 годы) выходили под названием Chernyak Commander как Shareware.
Некоторые преимущества перед аналогичными программами своего времени:
- возможность включать до четырёх панелей;
- возможность настраивать цвета, размер и расположение панелей;
- показ более подробной информации при копировании файлов и каталогов;
- рекурсивный расчет размеров каталогов;
- возможность поместить список выбранных файлов в файл.

Первая версия была написана целиком на ассемблере. Впоследствии переведён на Borland C 3.1.

## Известные ошибки
В связи с тем, что PIE Commander был написан в чрезвычайно короткие сроки, он содержал большое количество ошибок. Наиболее опасные из них:
- Не проверялся результат копирования. Так, PIE Commander мог «записывать» файлы на защищённую от записи дискету. После копирования на неё он отображал файлы на ней так, как будто копирование завершилось удачно. Однако, на самом деле, на дискету ничего записано не было.
- Модуль перемещения файлов (F6) представлял собой последовательный вызов модулей копирования (F5) и удаления (F8). В результате, при перемещении файлов, в случае если копирование по каким-то причинам не осуществлялось (защищённая от записи дискета, недостаток места на диске и пр.), то модуль удаления всё равно вызывался и удалял исходные файлы.
- Нажатие клавиши F8 (удаление) в случае, если курсор стоял на [..] (переход в родительский каталог), приводило к удалению всего родительского каталога, включая каталог, где находился пользователь. В случае, если родительским оказывался корневой каталог, то происходило удаление вообще всех файлов на диске.

## PIE Commander от PIE Systems
PIE Systems встроила PIE Commander как компонент в свой массовый продукт - клиентский почтовый пакет PIE Mail 400. Для чего PIE Commander подвергся существенно доработке:
- Исправлены замеченные ошибки.
- Цвета программы была гармонизированы с цветами почтового пакета.
- PIE Commander был снабжен интерфейсом пользователя для прикрепления файлов к электронным письмам и соответственно выгрузки их.

Прикрепление файлов могло производиться двумя способами:
- из почтового клиента вызовом "коммандера";
- из самого "коммандера" посылкой файлов в вновь создаваемого электронное письмо.

Доработку "коммандера" производили программисты PIE Systems, сначала Ростислав Полежко, затем Владимир Тимофеев.
Далее, вместе с почтовым пакетом, он широко разошелся по корпоративным заказчикам в том числе в виде демо инсталляций. PIE Commander никак не защищался, поэтому свободно копировался из почтового клиента. Именно в таком доработанном виде PIE Commander и был известен пользователям.